# Hall of Fame Open 2022 - Qualificazioni singolare
Le qualificazioni del singolare del Hall of Fame Open 2022 sono state un torneo di tennis preliminare per accedere alla fase finale della manifestazione. I vincitori dell'ultimo turno sono entrati di diritto nel tabellone principale. In caso di ritiro di uno o più giocatori aventi diritto, a questi sono subentrati i Lucky loser, ossia i giocatori che hanno perso nell'ultimo turno ma che avevano una classifica più alta rispetto agli altri partecipanti che avevano comunque perso nel turno finale.

## Teste di serie
1. Ernesto Escobedo (primo turno)
2. Liam Broady (qualificato)
3. Mitchell Krueger (qualificato)
4. Christopher Eubanks (qualificato)

1. Ramkumar Ramanathan (primo turno)
2. Wu Tung-lin (primo turno)
3. Gijs Brouwer (primo turno)
4. Mirza Bašić (ultimo turno)

## Qualificati
1. William Blumberg
2. Liam Broady

1. Mitchell Krueger
2. Christopher Eubanks

## Tabellone

### Sezione 1
|  | Primo turno | Primo turno         | Primo turno      | Primo turno | Primo turno |  |  | Ultimo turno | Ultimo turno     | Ultimo turno | Ultimo turno | Ultimo turno |  |
|  |             |                     |                  |             |             |  |  |              |                  |              |              |              |  |
|  | 1           | Ernesto Escobedo    | Ernesto Escobedo | 6(1)        | 1           |  |  |              |                  |              |              |              |  |
|  | Alt         | Noah Rubin          | Noah Rubin       | 7           | 6           |  |  | Alt          | Noah Rubin       | 6            | 3            | 2            |  |
|  | WC          | William Blumberg    | 3                | 7           | 6           |  |  | WC           | William Blumberg | 4            | 6            | 6            |  |
|  | 5           | Ramkumar Ramanathan | 6                | 5           | 4           |  |  |              |                  |              |              |              |  |

### Sezione 2
|  | Primo turno | Primo turno  | Primo turno | Primo turno | Primo turno |  |  | Ultimo turno | Ultimo turno | Ultimo turno | Ultimo turno | Ultimo turno |  |
|  |             |              |             |             |             |  |  |              |              |              |              |              |  |
|  | 2           | Liam Broady  | Liam Broady | 6           | 6           |  |  |              |              |              |              |              |  |
|  | WC          | Evan King    | Evan King   | 3           | 2           |  |  | 2            | Liam Broady  | Liam Broady  | 6            | 6            |  |
|  |             | Brandon Holt | 4           | 6           | 7           |  |  |              | Brandon Holt | Brandon Holt | 1            | 3            |  |
|  | 7           | Gijs Brouwer | 6           | 3           | 5           |  |  |              |              |              |              |              |  |

### Sezione 3
|  | Primo turno | Primo turno      | Primo turno | Primo turno | Primo turno |  |  | Ultimo turno | Ultimo turno     | Ultimo turno     | Ultimo turno | Ultimo turno |  |
|  |             |                  |             |             |             |  |  |              |                  |                  |              |              |  |
|  | 3           | Mitchell Krueger | 3           | 6           | 6           |  |  |              |                  |                  |              |              |  |
|  |             | Evan Zhu         | 6           | 4           | 1           |  |  | 3            | Mitchell Krueger | Mitchell Krueger | 6            | 6            |  |
|  |             | Gage Brymer      | 2           | 6           | 7           |  |  |              | Gage Brymer      | Gage Brymer      | 1            | 4            |  |
|  | 6           | Wu Tung-lin      | 6           | 3           | 63          |  |  |              |                  |                  |              |              |  |

### Sezione 4
|  | Primo turno | Primo turno         | Primo turno         | Primo turno | Primo turno |  |  | Ultimo turno | Ultimo turno        | Ultimo turno        | Ultimo turno | Ultimo turno |  |
|  |             |                     |                     |             |             |  |  |              |                     |                     |              |              |  |
|  | 4           | Christopher Eubanks | Christopher Eubanks | 6           | 6           |  |  |              |                     |                     |              |              |  |
|  |             | Peđa Krstin         | Peđa Krstin         | 0           | 2           |  |  | 4            | Christopher Eubanks | Christopher Eubanks | 7            | 7            |  |
|  |             | Jason Jung          | Jason Jung          | 3           | 4           |  |  | 8            | Mirza Bašić         | Mirza Bašić         | 6            | 5            |  |
|  | 8           | Mirza Bašić         | Mirza Bašić         | 6           | 6           |  |  |              |                     |                     |              |              |  |